# Malaysia Airlines
Malaysia Airlines (viết tắt: MAS; tiếng Mã Lai: Penerbangan Malaysia) (MYX: MAS) là hãng hàng không quốc gia của Malaysia, phục vụ các chuyến bay quốc tế và nội địa (Đã phá sản về mặt lý thuyết). Hãng có trung tâm hoạt động tại sân bay quốc tế Kuala Lumpur và với một trung tâm thứ hai ở Kota Kinabalu và thứ ba ở Kuching. Hãng hàng không này có trụ sở chính ở căn cứ của sân bay Sultan Abdul Aziz Shah tại Subang, Selangor, trong vùng đô thị Kuala Lumpur. Malaysia Airlines có các chuyến bay trong khu vực Đông Nam Á, Đông Á, Nam Á, Trung Đông và trên đường Kangaroo giữa châu Âu và châu Úc. Hãng có các chuyến bay xuyên Thái Bình Dương từ Kuala Lumpur đến Los Angeles. Đây là một trong bốn hãng được Skytrax bầu chọn là "5 sao".
Ngoài dịch vụ vận chuyển hàng không, tập đoàn này cũng cung cấp dịch vụ bảo dưỡng máy bay, sửa chữa và đại tu (MRO). Malaysia Airlines có hai công ty con hãng hàng không: Firefly và MASwings.

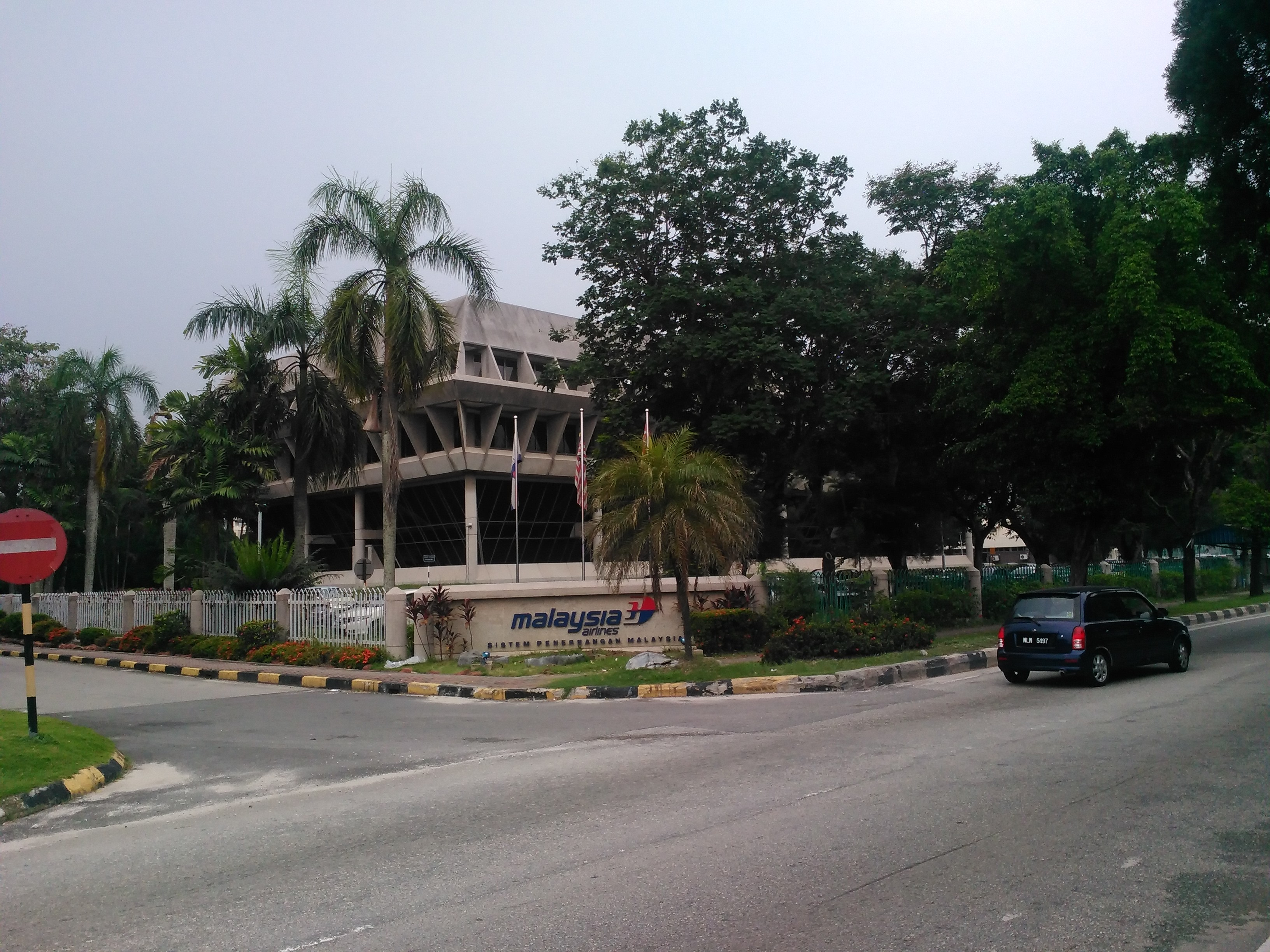
Malaysia Airlines head office

## Lịch sử
Thành lập năm 1947 với tên Malayan Airways, hãng bay đã trải qua rất nhiều thay đổi. Đến năm 1972, hãng đổi tên thành Malaysia Airlines. Thời kỳ phát triển rực rỡ nhất của hãng là vào thập niên 80, nhờ sự tăng trưởng nhanh chóng của kinh tế Malaysia. Đội bay và đường bay của hãng cũng được mở rộng.

## Thỏa thuận liên danh
- Air Mauritius
- American Airlines
- Bangkok Airways
- British Airways
- Cathay Pacific
- China Airlines
- Emirates
- Ethiopian Airlines
- Etihad Airways
- Finnair
- Firefly
- Garuda Indonesia
- Japan Airlines
- KLM
- Korean Air
- LATAM Chile
- MASWings
- Myanmar Airways International
- Oman Air
- Philippine Airlines
- Qatar Airways
- Qantas
- Royal Brunei Airlines
- Royal Jordanian
- Singapore Airlines
- SriLankan Airlines
- Thai Airways
- Turkish Airlines
- Uzbekistan Airways
- XiamenAir

## Đội bay

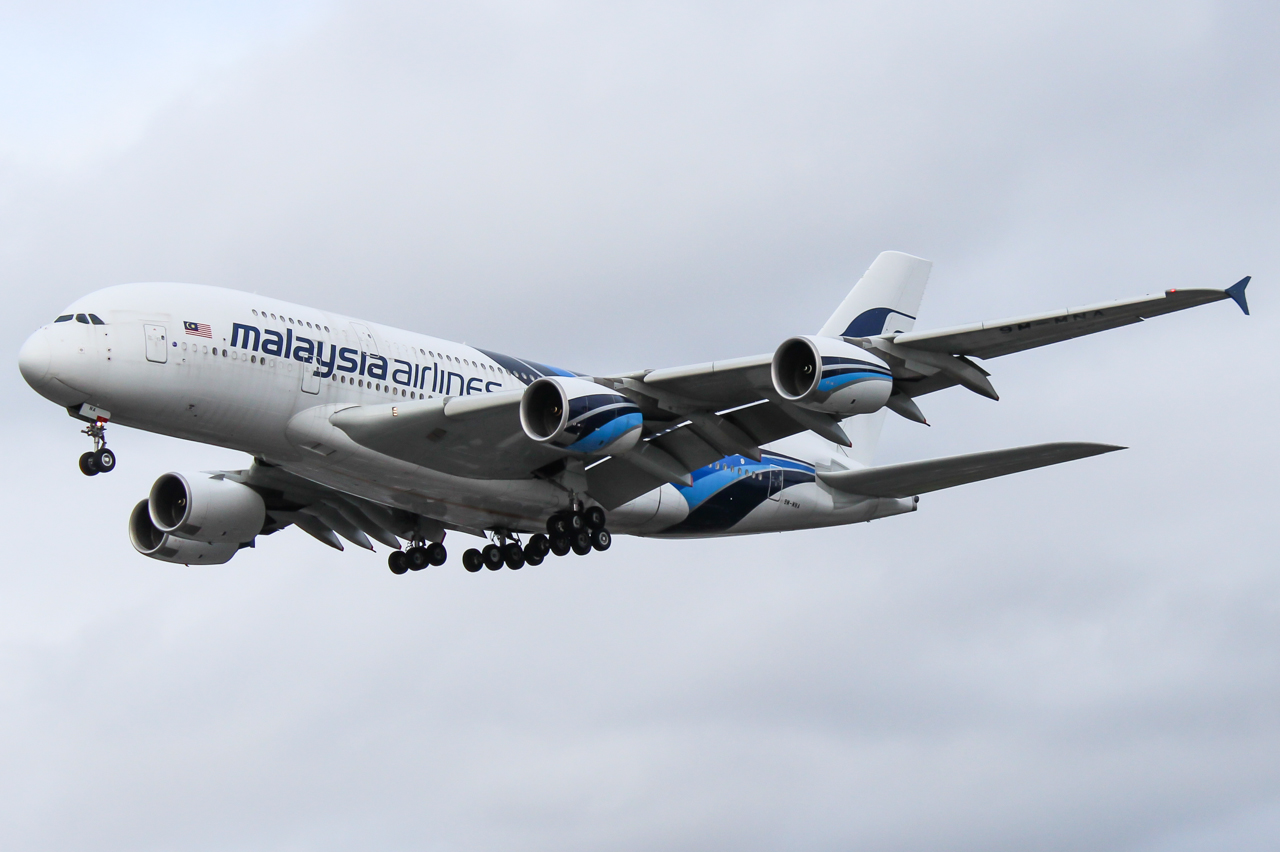
Airbus A380

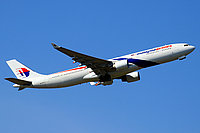
Airbus A330-300

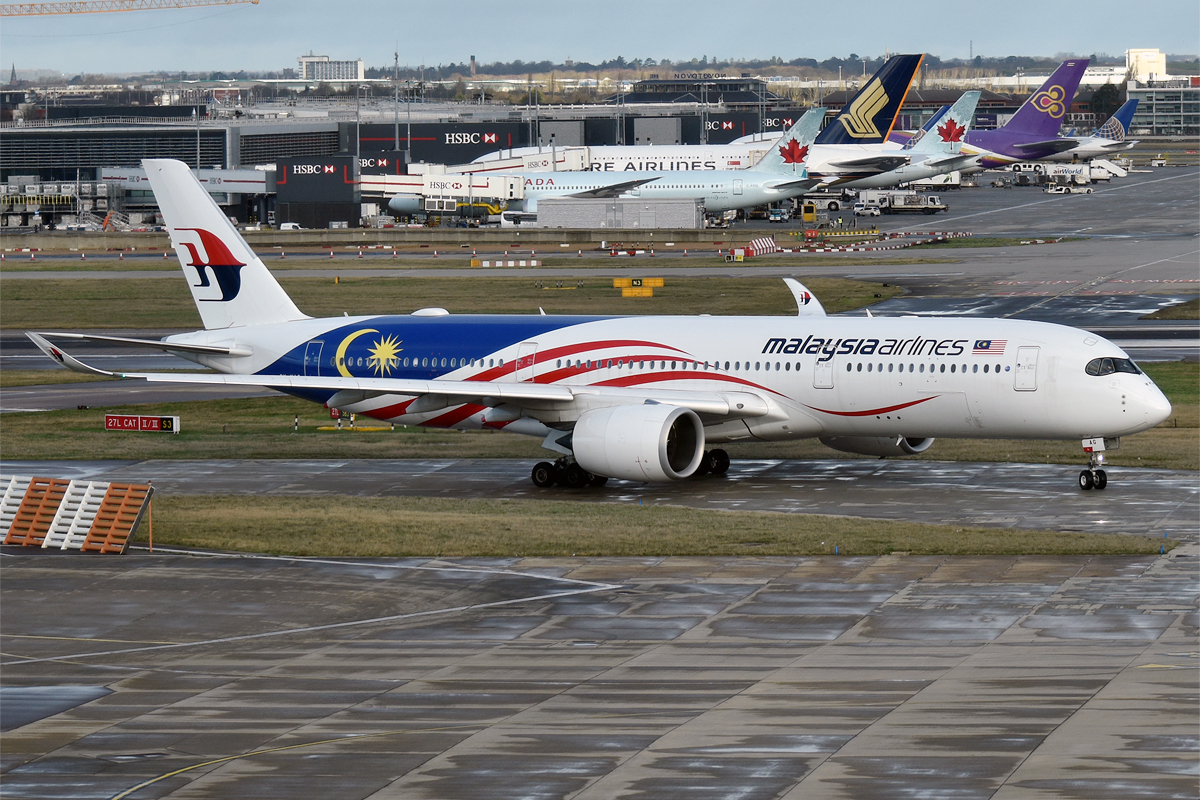
Airbus A350-900

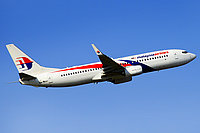
Boeing 737-800

Độ tuổi trung bình đội bay tính đến tháng 10/2022 là 10.1 năm.
Đội bay của Malaysia Airlines thời điểm tháng 6/2024:
| Máy bay                       | Đang hoạt động | Đơn hàng | Số khách | Số khách | Số khách | Số khách | Số khách | Ghi chú                       |
| Máy bay                       | Đang hoạt động | Đơn hàng | B+       | B        | E+       | E        | Tổng     | Ghi chú                       |
| ----------------------------- | -------------- | -------- | -------- | -------- | -------- | -------- | -------- | ----------------------------- |
| Airbus A330-200               | 6              | —        | —        | 19       | 42       | 226      | 287      |                               |
| Airbus A330-300               | 15             | —        | —        | 27       | 16       | 247      | 290      |                               |
| Airbus A330-900               | —              | 20       |          | 28       | 24       | 245      | 297      | Giao hàng từ Quý 3 năm 2024   |
| Airbus A350-900               | 7              | 3        | 4        | 35       | 27       | 220      | 286      |                               |
| Boeing 737-800                | 42             | —        | —        | 16       | —        | 144      | 160      |                               |
| Boeing 737 MAX-8              | 4              | 21       | TBA      | TBA      | TBA      | TBA      | TBA      | Bắt đầu giao hàng từ năm 2024 |
| Đội tàu bay hàng hóa Maskargo |                |          |          |          |          |          |          |                               |
| Airbus A330-200F              | 3              | —        | N/A      | N/A      | N/A      | N/A      | N/A      | 9M-MUA, 9M-MUB, 9M-MUD        |
| Tổng cộng                     | 77             | 44       |          |          |          |          |          |                               |

Các máy bay mang màu sơn đặc biệt:
_ Airbus A330-200: 9M-MTX: Visit Truly Asia Malaysia 2020
_ Airbus A330-300:
+ 9M-MTE; 9M-MTO: member of OneWorld
+ 9M-MTG: HARIMAU MALAYA
_ Boeing 737-800:
+ 9M-MXA: 40 YEARS OF MALAYSIAN HOSPITALITY 1972-2012
+ 9M-MXC: member of OneWorld

## Dịch vụ

### Khoang hành khách

#### Hạng Business Suite
Hạng Business Suite (trước đây được gọi là Hạng Nhất) chỉ được cung cấp trên Airbus A350 và Airbus A380. Malaysia Airlines cung cấp các hạng ghế hạng Thương gia giường phẳng hoàn toàn rộng nhất trên thế giới trên máy bay A380 của hãng. A380 có tám dãy phòng nửa kín với màn hình phẳng phục vụ cho việc giải trí cá nhân rộng 23 inch. Trên Airbus A350, hãng cung cấp bốn dãy phòng khép kín hoàn toàn với cửa ra vào và tủ để đồ dọc hai bên ghế.

#### Hạng Thương Gia
Hạng Thương gia (trước đây được gọi là Hạng Vàng Câu lạc bộ) có sẵn trên tất cả các máy bay của Malaysia Airlines. Năm 2011, Malaysia Airlines đã giới thiệu ghế Hạng Thương gia mới trên Airbus A330-300. Các ghế hạng thương gia mới hơn cũng được giới thiệu trên Boeing 737-800 để sử dụng trên các đường bay ngắn và trung bình. Ghế do Recaro sản xuất trong khoang hạng thương gia của Airbus A380-800 mới được bố trí theo sơ đồ (2-2-2), được trang bị hệ thống nguồn điện tại chỗ và cổng sạc USB, cũng như Select 3000i mới trên màn hình cảm ứng rộng 15,4 inch dùng bảng điều khiển, trong khi Boeing 737-800 được trang bị theo sơ đồ (2–2) bao gồm Select 3000i mới và có khả năng ngả lưng ra sau tạo cảm giác thoải mái.

#### Hạng Phổ thông
Hạng Phổ thông có sẵn trên tất cả máy bay của Malaysia Airlines. Các máy bay như Airbus A380, Airbus A350-900, Airbus A330-300 và Boeing 737-800 có khoảng cách ghế rộng 30–32 inch và chiều rộng 17–18 inch. Một số chiếc Boeing 737-800 được cho thuê không có màn hình giải trí cá nhân nhưng màn hình trên cao được đặt ở lối đi của máy bay. Tất cả các máy bay sau này có hệ thống giải trí cá nhân trên chuyến bay Select 3000i.

#### Baby ban và child-free zone
Trẻ sơ sinh không được phép ngồi khoang hạng Business Suite trên máy bay Airbus A380 của Malaysia Airlines do không có sẵn ghế nôi cho trẻ sơ sinh trong cabin. Giám đốc điều hành Tengku Azmil Zahruddin giải thích về chính sách này, cho biết hãng đã nhận được phàn nàn từ hành khách hạng Busniess Suite rằng họ "chi tiền cho hạng Busniess Suite và không thể ngủ do trẻ sơ sinh quấy khóc".
Malaysia Airlines cũng đã tuyên bố rằng trẻ em dưới 12 tuổi không được đi khoang hạng phổ thông trên máy bay A380. Các ghế hạng phổ thông ở tầng trên sẽ được phân bổ cho khách doanh nhân. Hành khách đi cùng trẻ em dưới 12 tuổi sẽ không được đặt các ghế này.

## Tai nạn và sự cố
- Năm 1977, Chuyến bay 653 của Malaysia Airlines gặp nạn ở miền nam Malaysia, làm 93 hành khách và 7 thành viên phi hành đoàn thiệt mạng.
- Tháng 10/2013, một phi cơ nhỏ Twin Otter, do MASwings quản lý, gặp sự cố khi đang hạ cánh xuống đảo Borneo, bang Sabah, làm phi công và một hành khách thiệt mạng.
- Ngày 8/3/2014, Chuyến bay 370 của Malaysia Airlines bằng máy bay Boeing 777-200 mang số hiệu MH370 đang bay từ Kuala Lumpur đi Bắc Kinh đã mất tích trên ra-đa của Flight Radar, cách đảo Thổ Chu, Việt Nam khoảng 300 km. Cho tới hiện nay, việc tìm thấy máy bay vẫn chưa có kết quả và nguyên nhân của vụ tai nạn vẫn còn là một bí ẩn.
- Ngày 17/7/2014, Chuyến bay 17 của Malaysia Airlines bị bắn rơi khi đang bay qua bầu trời Đông Ukraina khiến 298 người trên máy bay thiệt mạng.